# Phytophthora citrophthora
La Phytophthora citrophthora (R.E. Sm. & E.H. Sm.) Leonian, 1906 è un patogeno delle piante appartenente agli Oomycota e attacca gli agrumi causando marciumi al colletto e alle radici delle piante e marciumi ai frutti. Sugli agrumi i marciumi al colletto possono essere causati anche da altre specie del genere Phytophthora, come Phytophthora parasitica o Phytophthora cactorum, ma la Phytophthora citrophthora è quella che provoca i maggiori danni.
La scoperta di questo patogeno ha determinato l'iniziale interesse verso l'utilizzo del portinnesto in agrumicoltura. Si è progressivamente abbandonato l'utilizzo di piante ottenute da seme per passare alla propagazione mediante utilizzo di portinnesti resistenti a questa patologia come l'arancio amaro (Citrus × aurantium).

## Sintomatologia
Sul fusto, nella zona del colletto, il patogeno colpisce la corteccia, che dissecca, si fessura e va incontro a necrosi; il legno sottostante produce gomma, che fuoriesce all'esterno della corteccia raccogliendosi in grumi. Quando la lesione interessa tutta la circonferenza del tronco, la pianta muore. Sulla corteccia delle grosse radici si formano dei rigonfiamenti e delle tipiche lesioni dette "a occhio di rana" e tra la corteccia e il legno si formano delle sacche di gomma. Sulle piccole radici si ha il disfacimento della corteccia. La chioma delle piante colpite presenta segni di sofferenza, con decolorazione delle foglie e disseccamento dei rametti. Il patogeno colpisce anche i frutti, causando un marciume detto "allupatura"; il frutto diventa molle e si ricopre di una muffa brunastra, emanando un odore di rancido simile a quello del pesce marcio.

## Lotta
È consigliabile effettuare la scalzatura delle piante infette, togliendo la terra attorno al colletto; si applicano poi appositi anticrittogamici. Nei casi più gravi si deve rimuovere la parte malata della corteccia, portando a nudo la parte sana e disinfettandola con anticrittogamici. A livello preventivo, è bene effettuare una buona sistemazione del terreno, in modo da limitare i ristagni idrici.